# Doron Jamchi
Doron Jamchi, en hebreo דורון ג'מצ'י (nacido el 1 de julio de 1961 en Petaj Tikva, Israel) es un exjugador israelí de baloncesto. Con 1.98 metros de estatura, jugaba en la posición de alero.

## Trayectoria deportiva
Jugó en el Maccabi Tel Aviv desde 1985-1986 hasta la temporada 1995-1996 y en el Maccabi Rishon LeZion desde el 1996 hasta 1999. En la temporada 1999-2000 volvería al Maccabi para retirarse del práctica activa del baloncesto.
Doron Jamchi ganó el campeonato Israelí de liga 11 veces (1986, 1987, 1988, 1989, 1990, 1991, 1992, 1994, 1995, 1996, 2000) y 7 copas de Israelí  (1986, 1987, 1989, 1990, 1991, 1994, 2000).
Disputó dos semifinales de la Copa de Europa (1986, 1991) y 4 finales (1987, 1988, 1989, 2000).